# Климов Анатолій Іванович
Климов Анатолій Іванович (нар. 20 листопада 1924, Буди Харківської обл. — 5 травня 1994, Київ) — український кінооператор.

## Життєпис
Народився в родині службовця. З 1946 р. — оператор Київської студії науково-популярних фільмів.
Зняв стрічки: «Електрифікація залізниць», «Сорго» (1958), «Природний газ і його використання» (1959), «Технологія зуборізного інструмента» (1959), «Хімічна промисловість України» (1961), «Широкозахватний комплекс КМ-9» (1962), «Доручити автомату», «Завод чарівних екранів», «Біоструми головного мозку» (1965, Диплом Всесоюзного фестивалю навчальних фільмів 1967 р., Москва), «Зелений конвейєр» (1965, Золота медаль ВДНГ СРСР, Москва, 1966; Бронзова медаль за операторську роботу), «Від суботи до понеділка», «Корозія металів», «Хімічні джерела струму», «Спектральний аналіз» (1970), «Крізь магічний кристал» (1971), «Техніка футболу» (1972, Золота медаль IV Всесоюзного кінофестивалю спортивних фільмів, Одеса, 1972; Золота медаль і Почесний диплом Міжнародного кінофестивалю спортивних фільмів, Кортіна д'Ампеццо, Італія, 1973), «Перегонка і ректифікація рідини», «Швидкість хімічних реакцій», «Сутність поняття» (1974, у співавт.), «Сейсмозахист», «Скручування прямого бруса» (1975), "Вакуумування металів, 1977), «Точні виливки» (1978), «Пожежі у час НТР», «Ефект Вавілова» (1979), «Атмосфера і літак», «Магнітні властивості речовини» (1980), «Аналогові ЕОМ», «Електрозв'язок, радіозв'язок і радіомовлення» (1981), «Гірські стежки в долину. Фільм 71» в документальному циклі «Невідома Україна. Нариси нашої історії» (1993) та ін.; багато сюжетів для журналу «Новини сільського господарства».
Був членом Спілки кінематографістів України.